# Bengt Jändel
Bengt Jändel, född 1919, död 1983, var en svensk författare och litteraturkritiker. Hans biografi över fadern Ragnar Jändel, Ragnar Jändel: en levnadsskildring, utkom postumt 1998.

### Postum utgivning
- Ekofragment 1990
- Ragnar Jändel : en levnadsskildring 1998